# Février 1774

## Événements
- 3 février : le navire HMS Resolution franchit pour la seconde fois le cercle antarctique et atteint les coordonnées 71° 10′ S, 106° 54′ O lors de la seconde expédition de James Cook[1].
- 26 février : arrêt du parlement de Paris dans l'Affaire Goëzman, condamnant Beaumarchais et Gabrielle Julie Goëzman au blâme et à une amende ; les mémoires de Beaumarchais sont lacérés et brûlés par l'exécuteur de la haute justice, ceux de Louis Valentin Goëzman supprimés[2].
- 27 février : le campanile de la basilique San Giorgio Maggiore à Venise s'écroule ; il sera reconstruit en 1791[3].

## Naissances
- 3 février : Pierre Louis François Paultre de Lamotte, général français de la Révolution et de l’Empire, mort le 6 juin 1840.
- 4 février : Frederick Traugott Pursh, botaniste américain, mort le 11 juillet 1820.
- 6 février : Céleste Buisson de la Vigne, épouse de François-René de Chateaubriand, morte le 12 février 1847.
- 16 février : Pierre Rode, compositeur et violoniste français (mort le 25 novembre 1830).
- 17 février : Raphaelle Peale, peintre américain, mort le 4 mars 1825.
- 24 février : Adolphe, duc de Cambridge, membre de la famille royale britannique, mort le 8 juillet 1850.

## Décès
- 3 février : František Tůma, compositeur bohémien de musique baroque, né le 2 octobre 1704.
- 4 février : Charles Marie de La Condamine, explorateur, scientifique, astronome, explorateur et encyclopédiste français, né le 27 janvier 1701.